# Atletismo nos Jogos Olímpicos de Verão de 2012 - Salto em altura masculino
A competição do salto em altura masculino nos Jogos Olímpicos de Verão de 2012 aconteceu nos dias 5 e 7 de agosto no Estádio Olímpico de Londres.
Ivan Ukhov, da Rússia, originalmente conquistou a medalha de ouro com a marca de 2,38 metros, ficando a um centímetro do recorde olímpico. Três medalhas de bronze foram concedidas nesse evento após os atletas atingirem 2,29 m com o mesmo número de erros.
Em 1 de fevereiro de 2019, Ukhov foi desclassificado pelo Tribunal Arbitral do Esporte como punição a casos retroativos de doping. As medalhas foram realocadas pelo Comitê Olímpico Internacional em 12 de novembro de 2021.

## Calendário
Horário local (UTC+1).
| Data        | Horário | Fase         |
| ----------- | ------- | ------------ |
| 5 de agosto | 19:05   | Qualificação |
| 7 de agosto | 19:00   | Final        |

## Medalhistas
| Ouro  | USA Erik Kynard                                            |
| Prata | QAT Mutaz Essa Barshim CAN Derek Drouin GBR Robert Grabarz |

## Recordes
Antes desta competição, os recordes mundiais e olímpicos da prova eram os seguintes:
| Tipo | Atleta           | Marca  | Local     | Data                |
| ---- | ---------------- | ------ | --------- | ------------------- |
|      | Javier Sotomayor | 2,45 m | Salamanca | 27 de julho de 1993 |
|      | Charles Austin   | 2,39 m | Atlanta   | 28 de julho de 1996 |

## Qualificação
Classificam-se para a final os atletas com marca acima de 2,32 m (Q) ou as 12 melhores marcas (q).
| Pos. | Grupo | Nome                 | CON                 | 2.16 | 2.21 | 2.26 | 2.29 | Marca | Notas |
| ---- | ----- | -------------------- | ------------------- | ---- | ---- | ---- | ---- | ----- | ----- |
| 1    | B     | Robert Grabarz       | GBR Grã-Bretanha    | –    | o    | o    | o    | 2.29  | q     |
| 2    | B     | Ivan Ukhov           | RUS Rússia          | o    | o    | xo   | o    | 2.29  | q     |
| 3    | A     | Erik Kynard          | USA Estados Unidos  | o    | o    | o    | xo   | 2.29  | q     |
| 3    | B     | Jesse Williams       | USA Estados Unidos  | o    | o    | o    | xo   | 2.29  | q     |
| 5    | B     | Andriy Protsenko     | UKR Ucrânia         | o    | xo   | xo   | xo   | 2.29  | q     |
| 6    | A     | Derek Drouin         | CAN Canadá          | o    | xxo  | xo   | xxo  | 2.29  | q     |
| 7    | B     | Jamie Nieto          | USA Estados Unidos  | o    | o    | o    | xxx  | 2.26  | q     |
| 8    | A     | Mutaz Essa Barshim   | QAT Catar           | o    | o    | xo   | xx-  | 2.26  | q     |
| 8    | A     | Bohdan Bondarenko    | UKR Ucrânia         | o    | o    | xo   | xx-  | 2.26  | q     |
| 8    | A     | Mickael Hanany       | FRA França          | o    | o    | xo   | xxx  | 2.26  | q     |
| 8    | A     | Andrei Silnov        | RUS Rússia          | o    | o    | xo   | xxx  | 2.26  | q     |
| 12   | A     | Kyriakos Ioannou     | CYP Chipre          | o    | o    | xxo  | xxx  | 2.26  | q     |
| 12   | B     | Michael Mason        | CAN Canadá          | o    | o    | xxo  | xxx  | 2.26  | q     |
| 12   | B     | Wanner Miller        | COL Colômbia        | o    | o    | xxo  | xxx  | 2.26  | q     |
| 15   | A     | Aleksandr Shustov    | RUS Rússia          | o    | xo   | xxo  | xxx  | 2.26  |       |
| 16   | B     | Trevor Barry         | BAH Bahamas         | o    | o    | xxx  |      | 2.21  |       |
| 16   | B     | Guilherme Cobbo      | BRA Brasil          | o    | o    | xxx  |      | 2.21  |       |
| 16   | A     | Dmytro Dem'yanyuk    | UKR Ucrânia         | o    | o    | xxx  |      | 2.21  |       |
| 16   | A     | Osku Torro           | FIN Finlândia       | o    | o    | xxx  |      | 2.21  |       |
| 20   | B     | Víctor Moya          | CUB Cuba            | xo   | o    | xx-  | x    | 2.21  |       |
| 21   | B     | Jaroslav Bába        | CZE República Checa | o    | xo   | xxx  |      | 2.21  |       |
| 21   | B     | Diego Ferrín         | ECU Equador         | o    | xo   | xxx  |      | 2.21  |       |
| 21   | B     | Gianmarco Tamberi    | ITA Itália          | o    | xo   | xxx  |      | 2.21  |       |
| 21   | A     | Zhang Guowei         | CHN China           | o    | xo   | xxx  |      | 2.21  |       |
| 25   | A     | Konstadínos Baniótis | GRE Grécia          | o    | xxo  | xxx  |      | 2.21  |       |
| 25   | B     | Rožle Prezelj        | SLO Eslovênia       | o    | xxo  | xxx  |      | 2.21  |       |
| 27   | B     | Raivydas Stanys      | LTU Lituânia        | o    | xxx  |      |      | 2.16  |       |
| 28   | A     | Majed Aldin Ghazal   | SYR Síria           | xo   | xxx  |      |      | 2.16  |       |
| 28   | B     | Viktor Ninov         | BUL Bulgária        | xo   | xxx  |      |      | 2.16  |       |
| 30   | A     | Michal Kabelka       | SVK Eslováquia      | xxo  | xxx  |      |      | 2.16  |       |
| 30   | A     | Lee Hup Wei          | MAS Malásia         | xxo  | xxx  |      |      | 2.16  |       |
| 30   | A     | Donald Thomas        | BAH Bahamas         | xxo  | –    | xxx  |      | 2.16  |       |
| —    | A     | Andrei Churyla       | BLR Bielorrússia    | xxx  |      |      |      | NM    |       |
| —    | A     | Darvin Edwards       | LCA Santa Lúcia     | xxx  |      |      |      | NM    |       |
| —    | B     | Dragutin Topić       | SRB Sérvia          | xxx  |      |      |      | NM    |       |

## Final

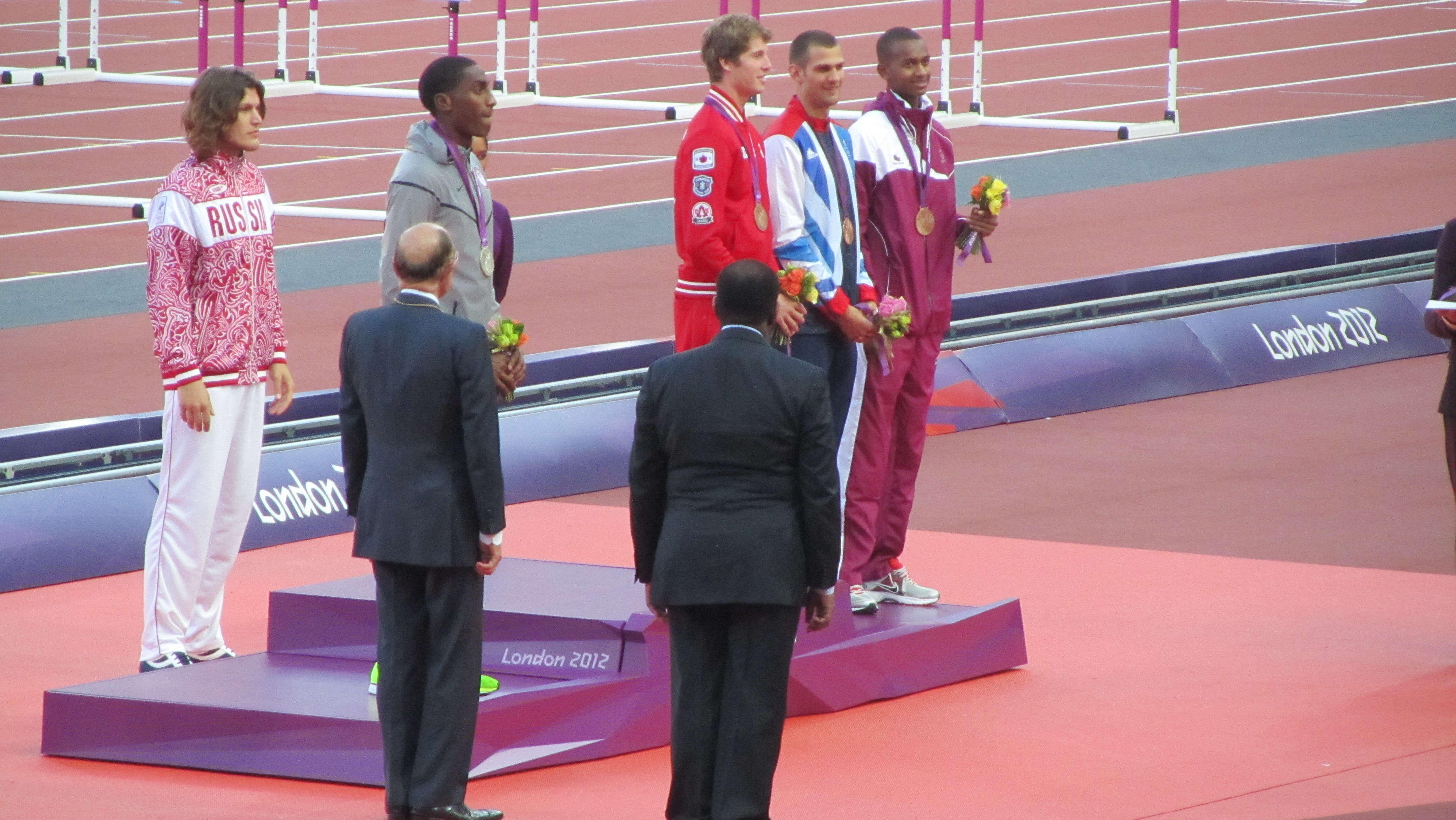
Pódio do salto em altura com três medalhistas de bronze.

| Pos.             | Nome               | CON                | 2.20 | 2.25 | 2.29 | 2.33 | 2.36 | 2.38 | 2.40 | Marca | Notas |
| ---------------- | ------------------ | ------------------ | ---- | ---- | ---- | ---- | ---- | ---- | ---- | ----- | ----- |
| Medalha de ouro  | Erik Kynard        | USA Estados Unidos | o    | xo   | o    | o    | x-   | x-   | x    | 2.33  |       |
| Medalha de prata | Mutaz Essa Barshim | QAT Catar          | o    | o    | o    | xxx  |      |      |      | 2.29  |       |
| Medalha de prata | Derek Drouin       | CAN Canadá         | o    | o    | o    | xxx  |      |      |      | 2.29  |       |
| Medalha de prata | Robert Grabarz     | GBR Grã-Bretanha   | -    | o    | o    | xxx  |      |      |      | 2.29  |       |
| 5                | Jamie Nieto        | USA Estados Unidos | o    | o    | xo   | xx-  | x    |      |      | 2.29  |       |
| 6                | Bohdan Bondarenko  | UKR Ucrânia        | xo   | o    | xo   | xxx  |      |      |      | 2.29  |       |
| 7                | Michael Mason      | CAN Canadá         | o    | o    | xxo  | xxx  |      |      |      | 2.29  |       |
| 8                | Wanner Miller      | COL Colômbia       | o    | o    | xxx  |      |      |      |      | 2.25  |       |
| 8                | Andriy Protsenko   | UKR Ucrânia        | o    | o    | xxx  |      |      |      |      | 2.25  |       |
| 8                | Jesse Williams     | USA Estados Unidos | o    | o    | xxx  |      |      |      |      | 2.25  |       |
| 11               | Andrei Silnov      | RUS Rússia         | o    | xo   | xxx  |      |      |      |      | 2.25  |       |
| 12               | Kyriakos Ioannou   | CYP Chipre         | o    | xxx  |      |      |      |      |      | 2.20  |       |
| 13               | Mickael Hanany     | FRA França         | xo   | xxx  |      |      |      |      |      | 2.20  |       |
| —                | Ivan Ukhov         | RUS Rússia         | o    | o    | xo   | o    | o    | o    | x    | 2.38  | DSQ   |

Legenda
| Recorde mundial      | Recorde mundial (World record)               |                       | Recorde africano                      | Recorde africano (African) |                                           | Q | Classificado por posição (Qualified) |
| Recorde olímpico     | Recorde olímpico (Olympic record)            | Recorde da América    | Recorde da América (Americas)         | q                          | Classificado por melhor tempo (Qualified) |   |                                      |
| Melhor marca do ano  | Melhor marca do ano (World leading)          | Recorde asiático      | Recorde asiático (Asian)              | DNS                        | Não largou (Did not start)                |   |                                      |
| Recorde nacional     | Recorde nacional (National record)           | Recorde europeu       | Recorde europeu (European)            | DNF                        | Não terminou (Did not finish)             |   |                                      |
| Recorde pessoal      | Recorde pessoal do atleta (Personal best)    | Recorde da Oceania    | Recorde da Oceania (Oceania)          | DSQ / DQ                   | Desclassificado (Disqualified)            |   |                                      |
| Recorde da temporada | Recorde da temporada do atleta (Season best) | Recorde sul-americano | Recorde sul-americano (South America) | NM                         | Sem marca (No mark)                       |   |                                      |